# Pink (岡崎京子の漫画)
Pink（ピンク）は、岡崎京子の漫画作品。1989年2月より『Newパンチザウルス』に連載され、単行本はマガジンハウスより1989年刊。
テーマは「愛と資本主義」。夜は売春しながらワニを飼う22歳のOLが主人公。乾いた陰惨さの漂うストーリーが、作者の作風の転機となった。タイトルは主人公の好きな色から。

## ストーリー
主人公のユミ(本名 由美子)は一人暮らしのOL。父とは疎遠で継母が財産目当てで結婚したのを知っているので母として認める気になれない。その娘で腹違いの妹のケイコとは良好な関係であった。ユミはやさしくてきれいだった実母の爪の色を思い出させてくれるピンク色のバラが好き。また、ペットのワニをとても大事にしており餌代を稼ぐため、夜はホテトル嬢として男性の相手をしている。
ユミは継母の愛人で大学生のハルヲと付き合い始め、ユミとワニにハルヲとケイコを加えた3人と1匹の間で、ささやかな家族のような幸せな関係が築かれてゆく。しかし、それを知った継母の差し金によりワニが誘拐される。ユミはワニのいない味気のない日常に耐えられなくなり、追い討ちをかけるように継母から大事にしていたワニの皮でできたバッグが送りつけられ悲しみに暮れるが、ハルヲが小説で文学賞を受賞したことを喜び南の島への旅行に夢を馳せ、立ち直ろうする。日本を旅立つ日、ハルヲは記者の無理な取材を振り切ろうとし路上で車にはねられそのまま死んでしまう。ユミはそれも知らず、空港で彼を来るのをただ待つ。ワニのバッグを持って。